# Teanu
Le teanu (ou puma ou buma) est la langue principale de l'île de Vanikoro, dans la province de Temotu des Salomon. C'est une langue océanienne, de la branche Utupua-Vanikoro du groupe temotu.

## Répartition géographique
Historiquement, l'île de Vanikoro était divisée en trois districts tribaux bien distincts, chacun associé à une langue particulière : le tanema au sud, le lovono au nord-ouest et le teanu au nord-est.
Le teanu, langue parlée sur l'île toute proche du même nom (en particulier dans le village de Puma), s'est imposé à toute la population mélanésienne de l'île au cours du XXe siècle — et ce, aux dépens des deux autres langues, aujourd'hui moribondes. Le teanu coexiste aujourd'hui avec le tikopia, langue parlée par la communauté polynésienne venue de Tikopia, et qui occupe aujourd'hui le sud de Vanikoro.

## Grammaire
Comme les autres langues de Vanikoro, le teanu est une langue SVO.